# Oramel H. Simpson
Oramel H. Simpson, né le 20 mars 1870 et mort le 17 novembre 1932, gouverneur de la Louisiane du 11 octobre 1926 au 21 mai 1928, Démocrate. 